# Ернесто Сабато
Ернесто Сабато (на испански: Ernesto Sabato) е аржентински физик, журналист, художник и писател на произведения в жанра драма и документалистика.

## Биография и творчество
Ернесто Роке Сабато е роден на 24 юни 1911 г. в Рохас, Аржентина. Завършва гимназия в Националния колеж на Ла Плата, където се запознава с писателя Педро Хенрикес Уреня. Учи физика и математика в Националния университет на Ла Плата (1929 – 1936) и завършва с докторска степен през 1937 г. През годините на следването си участва активно в движението на студентите за реформи, демократизация и автономия на университетите. Участва в ръководството на Комунистическата младежка федерация. Пътува до Брюксел като делегат от Комунистическата партия на Аржентина за „Конгреса срещу фашизма и войната“.
През 1936 г. се жени за Матилде Рихтер. Имат две деца – Хорхе и Марио.
След дипломирането си учи в Сорбоната като специализира в лабораторията „Кюри“ в Париж през 1938 г. и в Масачузетския технологичен институт през 1939 г. В Париж се запознава със сюрреализма. Връща се в Аржентина през 1940 г. и в периода 1940 – 1945 г. преподава теоретична физика в Националния университет на Ла Плата и в учителския колеж в Буенос Айрес.
Докато е преподавател сътрудничи на литературния раздел на вестник „La Nación“ и пише статии, които изразяват противопоставянето му на правителството на Хуан Перон. Първата му статия е публикувана през 1941 г. В резултат на политическата му дейност е отстранен от преподавателските постове през 1945 г.
През 1945 г. е публикувана първата му книга „Uno y el universo“ (Човекът и вселената), която съдържа поредица от афоризми, изказвания и лични наблюдения на Сабато по различни философски, социални и политически въпроси. Тя става първият му литературен успех.
Първият му роман „Тунелът“, публикуван през 1948 г., е психологически роман разказан в първо лице. Главният герой на романа е типичен екзистенциален антигерой, който не е в състояние да общува с никого. Изправен пред абсурда на човешкото състояние, той се оттегля от обществото. Книгата му получава национално и международно признание. Неколкократно е екранизиран в едноименните филми, като една от най-популярните версии е през 1988 г. с участието на Джейн Сиймур, Питър Уелър и Мануел де Блас.
Впоследствие публикува научноизвестни произведения като „Hombres y engranajes“ (Мъже и механизми) през 1951 г., който изследва мита за напредъка и използването на машинната технология като модел за социалните структури, и „Heterodoxia“ (Ерес) през 1953 г. за проблемите на съвременната цивилизация и това, което той вижда като съпътстваща загуба на по-ранни морални и метафизични основи.
След падането на Перон през 1955 г. публикува есето „El otro rostro del peronismo“ (Другото лице на перонизма), който е опит за проучване на историческите и политически причини за насилието и размириците от управлението му. С есето си „El caso Sábato“ (Делото Сабато) отправя призив за помирение на перонистките и антиперонистките сили.
Вторият му роман „Герои и гробове“ от 1961 г. е проникващо психологическо изследване на човека, преплетен с философски идеи и наблюдения. В третия си роман „Abaddón el exterminador“ (Абадон унищожителят) от 1974 г. развива теми относно литературата, изкуството, философията и превишенията на рационализма.
Романите му са забележителни поради поставянето на важни философски и психологически въпроси и чиито политически и социални изследвания имат силно влияние в Аржентина през втората половина на 20 век.
През 1977 г. е удостоен с наградата „Медичи“, през 1984 г. получава наградата „Сервантес“, най-престижното отличие на испанската литература, за цялостното си творчество, през 1989 г. получава наградата на Йерусалим, а през 1987 г. е удостоен с френския орден на Почетния легион. Избран е за доктор хонорис кауза на университетите в Мурсия (Испания), Росарио (Аржентина), Университетът в Торино (Италия) и др.
През 1983 – 1984 г. от името на президента Раул Алфонсин оглавява Националната комисия по случая с масовото изчезване на хора по време на военната диктатура от 1976 – 1983 г. (публикуван под името „Никога повече“ през 1984 г.).
През 1999 г. получава второ гражданство в Италия. В последните години от живота си, заради лекарска забрана да пише активно, се занимава с живопис и има изложби в Мадрид, Париж и Сао Пауло.
Ернесто Сабато умира от усложнения от бронхит на 30 април 2011 г. в Сантос Лугарес.

## Произведения

### Самостоятелни романи
- El túnel (1948)
Тунелът, изд.: „Георги Бакалов“, Варна (1987), прев. Людмила Илиева
- Sobre héroes y tumbas (1961)
Герои и гробове, изд.: „Народна култура“, София (1980), прев. Валентина Рафаилова
- Abaddón el exterminador (1974)

### Документалистика
- Uno y el Universo (1945)
- Hombres y engranajes (1951)
- Heterodoxia (1953)
- El caso Sabato. Torturas y libertad de prensa. Carta abierta al General Aramburu (1956)
- El otro rostro del peronismo (1956)
- El escritor y sus fantasmas (1963)
- Tango, discusión y clave (1963)
- Significado de Pedro Henríquez Ureña (1967)
- Tres aproximaciones a la literatura de nuestro tiempo: Robbe-Grillet, Borges, Sartre (1968)
- La cultura en la encrucijada nacional (1973)
- Apologías y rechazos (1979)
- Nunca más. Informe de la Comisión Nacional sobre la desaparición de personas (1984) – доклад за Националната комисия за изчезването на хора
- La resistencia (2000)
- España en los diarios de mi vejez (2004)

### Екранизации
- 1952 El túnel
- 1965 Gotán – късометражен, история
- 1971 Los grandes relatos – ТВ сериал, 1 епизод, по „Тунелът“
- 1972 ¿Ni vencedores ni vencidos?
- 1977 El túnel – ТВ филм
- 1979 El poder de las tinieblas – история
- 1986 Preámbulo a un silencio – късометражен
- 1988 El túnel
- 1991 The Passion of Martin – по „Тунелът“
- 2004 Antes del fin – късометражен